# Maximilian von Trauttmansdorff

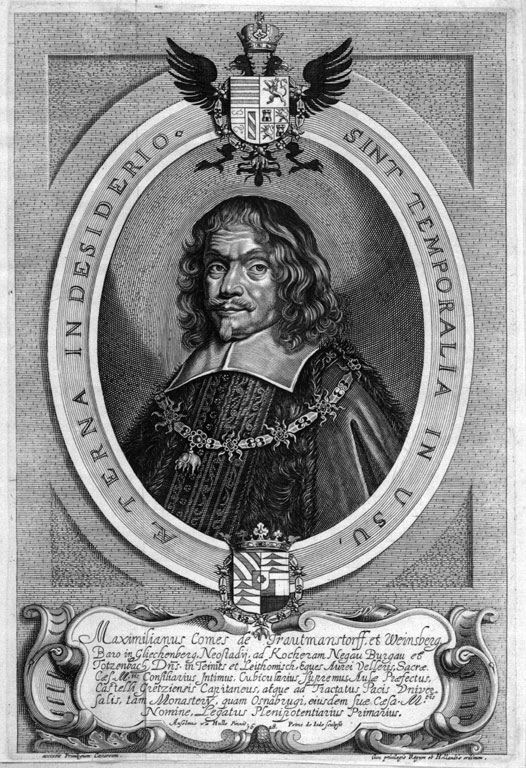
Maximilian von Trauttmansdorff.

Maximilian von Trauttmansdorff, född den 23 maj 1584 i Graz, död den 8 juni 1650 i Wien, var en österrikisk greve och statsman.
Trauttmansdorff föddes av protestantiska föräldrar, men gick tidigt över till den katolska läran och avancerade därigenom snabbt inom hovets tjänst. Han arbetade även som diplomat och bidrog till att Ferdinand II valdes till kejsare. Han spelade en framträdande roll i kejsarens förhandlingar med Maximilian av Bayern under 1620-talet. Han bidrog mycket till Wallensteins fall och blev därefter år 1634 kejsarens ledande minister och förhandlade med kurfurstendömet Sachsen, vilket ledde till freden i Prag år 1635. Ferdinand III utnämnde honom till president i geheimerådet och 1645 blev han kejsarens huvudförhandlare vid förhandlingarna om Westfaliska freden i Osnabrück och Münster. 
Trauttmansdorff arbetade intensivt med förhandlingarna och lyckades sammanjämka de många olika intressena, framför allt Frankrikes och Sveriges krav på satisfaktion. I februari 1646 lyckades han nå en överenskommelse med den svenske delegaten Johan Oxenstierna och i september samma år nåddes en preliminär överenskommelse med Frankrike och med franskt bistånd lyckades motsättningarna mellan Sverige och Brandenburg lösas i februari 1647. Nya hinder uppstod emellertid, vilket gjorde att Trauttmansdorff begärde att bli entledigad från sitt uppdrag i juli 1647. Freden som slöts 1648 följde dock i huvudsak Trauttmansdorffs riktlinjer. Johan Oxenstierna benämnde honom "den österrikiska legationens själ".